# 36986 Stickle
36986 Stickle è un asteroide della fascia principale. Scoperto nel 2000, presenta un'orbita caratterizzata da un semiasse maggiore pari a 2,9860678 au e da un'eccentricità di 0,1482013, inclinata di 14,82947° rispetto all'eclittica.